# Dušan Kuciak
Dušan Kuciak, född 21 maj 1985, är en slovakisk fotbollsspelare (målvakt) som spelar för Raków Częstochowa. Han har även representerat Slovakiens landslag.